# El hombre que conocía el infinito
El hombre que conocía el infinito es una película biográfica británica estrenada en 2015, basada en el libro del mismo nombre de 1991 de Robert Kanigel.

## Argumento
El actor Dev Patel representa a Srinivasa Ramanujan, un matemático Indio que después de crecer en la pobreza en Madras, India, es admitido a regañadientes  en la exclusiva Universidad de Cambridge en el periodo previo a la Primera Guerra Mundial, donde después de salvar situaciones con matemáticos ingleses muy conservadores que al principio no le hacen la vida fácil,  reconocen su genio, es elegido miembro de la Sociedad Matemática de Londres y es reconocido como un pionero en teorías matemáticas formuladas guiado por su profesor, G. H. Hardy (representado en la película por Jeremy Irons a pesar de que entre los personajes reales sólo había 10 años de diferencia).
Matemáticos señalados como Manjul Bhargava y Ken Ono han colaborado con los productores de la película.
Otros personajes famosos de la Universidad de Cambridge que aparecen en el filme son John Edensor Littlewood (Toby Jones) y Sir Bertrand Russell (Jeremy Northam ).
no

## Reparto
- Dev Patel como Srinivasa Ramanujan.
- Jeremy Irons como G. H. Hardy
- Devika Bhise como Janaki.
- Toby Jones como John Edensor Littlewood.
- Stephen Fry como Sir Francis Spring.
- Jeremy Northam como Bertrand Russell.
- Kevin McNally como Major MacMahon.
- Enzo Cilenti como Doctor.
- Arundhati Nag como Ramanujan's mother.
- Dhritiman Chatterjee como Narayana Iyer.
- Shazad Latif como Prasanta Chandra Mahalanobis.